# Xylotrechus quadripes
Espèce
Xylotrechus quadripes est une espèce de coléoptères de la famille des Cerambycidae (capricornes). Il a été décrit par l'entomologiste français Auguste Chevrolat en 1863. Il est bien connu en Inde du Sud pour son habitude de percer les tiges des caféiers dans les plantations et considéré comme un ravageur. Les larves endommagent la plante sans sortir des tiges ligneuses, ce qui le extrêmement difficile à contrôler. Le contrôle de l'ensoleillement sur les caféiers en réduit cependant l'incidence.

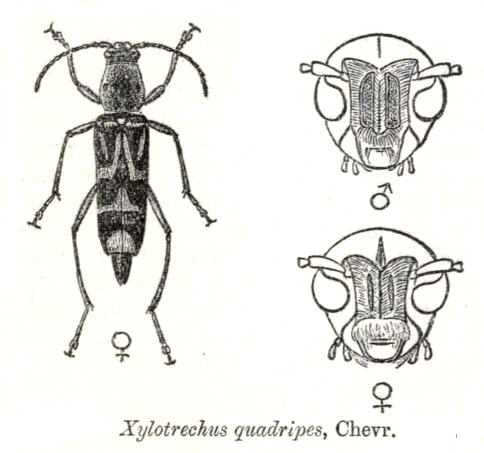
Principales caractéristiques.

Les fémurs postérieurs des mâles s'étendent au-delà de la pointe des élytres, tandis ceux des femelles sont plus courts. Celles-ci ont une seule ligne surélevée (ou carène) à l'avant de la tête, alors que les mâles ont une carène médiane avec deux latérales de chaque côté.